# Айя (приток Колвы)
Айя — река в России, протекает в Пермском крае. Устье реки находится в 246 км по левому берегу реки Колва. Длина реки составляет 19 км.
Протекает в северо-восточной части Чердынского района. Течёт главным образом в северном и северо-западном направлениях. Населённых пунктов на реке нет.

## Данные водного реестра
По данным государственного водного реестра России относится к Камскому бассейновому округу, водохозяйственный участок реки — Кама от водомерного поста у села Бондюг до города Березники, речной подбассейн реки — бассейны притоков Камы до впадения Белой. Речной бассейн реки — Кама.
Код объекта в государственном водном реестре — 10010100212111100005782.